# Cattedrale dell'Esaltazione della Santa Croce (Sisak)
La cattedrale dell'Esaltazione della Santa Croce (in croato: Katedrala Uzvišenja Svetog Križa) si trova a Sisak, in Croazia. La chiesa è dal 2009 la cattedrale della diocesi di Sisak.

## Storia
La cattedrale di Sisak fu costruita nella prima metà del XVIII secolo e consacrata nel 1765. In seguito ad un terremoto, nel 1909 la vecchia facciata barocca è stata sostituita con una nuova, realizzata in stile neoclassico.
Il 5 dicembre 2009 con la bolla Antiquam fidem papa Benedetto XVI eleva la chiesa dell'Esaltazione della Santa Croce a cattedrale della nuova diocesi di Sisak.